# Jordi Pujolá
Jordi Pujolá Negueruela (Barcelona, 1972) es un escritor español. Con tres novelas publicadas, reside desde 2013 en Islandia, donde desarrolla su trabajo como autor, blogger y promotor cultural.

## Biografía
Licenciado en Ciencias Económicas con especialización en empresas (UNED, 1996), desarrolló su trabajo como ejecutivo e inversor en el sector inmobiliario catalán. A los cuarenta, ante el asombro de todos, presentó la dimisión y decidió comenzar una nueva vida en Islandia para realizar su sueño: escribir novelas. Se sentía atraído por la respuesta que esta nación había dado a la crisis de 2008, obligando a los banqueros y políticos a hacerse cargo de la deuda contraída, así como por su naturaleza de contrastes y por la vida literaria de Reikjavik. En un principio se vio obligado a renunciar a muchas comodidades y aceptar trabajos de inmigrante que distaban mucho del nivel de vida de ejecutivo al que estaba acostumbrado. Este cambio le proporcionó la experiencia vital que todo escritor necesita; incluso llegó a cambiar su automóvil BMW por una bicicleta con la que se  mueve durante todo el año.
Tras haber fijado residencia en Islandia, ejerce de puente cultural entre este país y España e Hispanoamérica.  En su blog Escritor en Islandia entrevista a escritores, artistas, músicos, periodistas y políticos, tanto islandeses como españoles, con la idea de acercar las dos culturas. A través del blog también ofrece ayuda e información útil sobre el país, tanto para turismo como estudios o trabajo.
Sus obras, escritas en castellano, se desarrollan principalmente en España e Islandia. El novelista utiliza gran parte de sus vivencias y los anhelos de cambio inspirados por Gandhi, que se ven reflejados en sus novelas.
En la primera, Necesitamos un cambio. El sueño de Islandia (2015), el protagonista es un músico español que lucha contra la corrupción.  
En El barman de Reykjavik (2017) cuenta la historia de un abogado catalán que prepara los mejores cócteles de la ciudad y pone de moda el establecimiento, atrayendo a personajes influyentes y de la mafia. La novela, que contó con el apoyo de la Unesco City of Literature, fue presentada en diversas ciudades españolas, Reikiavik y en la Feria del Libro de Guadalajara, donde acudió Pujolá como escritor invitado.
Su tercera novela, No hay tigres en Islandia (2022), publicada además de en papel en audiolibro y libro electrónico, está protagonizada por un hacker, el Tigre Solitario, que entra en Darknet para poner al descubierto la tergiversación de la información y el abuso que ejercen los más poderosos del planeta, lo que le creará enemigos muy peligrosos. Según Carmen Posadas se trata de un «un thriller de ritmo vertiginoso y gran capacidad reflexiva, que nos acerca a un futuro muy presente, donde unos pocos controlan el mundo e internet juega un factor clave». La novela ha seguido un amplio circulito de presentaciones Barcelona, Madrid, Oviedo, Palma, Gijón o Reikiavik. En esta última, en colaboración con la Universidad de Islandia.

## Obra publicada
- Necesitamos un cambio. El sueño de Islandia (Camelot, 2015).
- El barman de Reykjavik (Camelot, 2017).
- No hay tigres en Islandia (Velasco, 2022).

## Enlaces relacionados
- Blog escritorIslandia.com
- Sitio web

- Datos: Q111576486